# Orchidantha laotica
Orchidantha laotica är en enhjärtbladig växtart som beskrevs av Kai Larsen. Orchidantha laotica ingår i släktet Orchidantha och familjen Lowiaceae.
Artens utbredningsområde är Laos. Inga underarter finns listade.